# 1999 Madeleine
1999 Madeleine è un film del 1999 diretto da Laurent Bouhnik.
Ha vinto il Pardo per la miglior interpretazione femminile al Festival di Locarno 1999.

## Trama
Madeleine, è una donna di 35 anni, single e sterile. Lavora come ritoccatrice e cerca l'uomo della sua vita. La perdita del lavoro, le dà più tempo per sé stessa e l'energia per aprirsi verso gli altri, decidendo di girare il mondo navigando con la sua barca.